# Espurina
Espurina (en llatí Spurinna) va ser un harúspex etrusc que actuà durant el segle i aC.
Era membre de l'antiga gens etrusca dels Spurinna, documentats des del segle iv aC i coneguts com a caps de la ciutat de Tarquínia al final de la República Romana.
Va ser el summus harúspex que va intentar dissuadir Juli Cèsar l'any 46 aC del seu viatge a l'Àfrica abans del solstici d'hivern. Cèsar va desobeir l'endeví i va guanyar la campanya. Però Espurina es va fer famós per advertir a Cèsar dels idus de març de l'any 44 aC, d'un perill imminent, quan, després de sacrificar un esplèndid bou no va trobar entre les vísceres el cor de la víctima. Altres autors diuen que li faltava la part superior del fetge. Va avisar Cèsar dient: «Aquest signe té a veure amb la teva vida i amb la teva prudència, ja que les dues es troben al cor». Cèsar, sense fer cas de les advertències, va morir assassinat aquell dia.
Apià explica la reacció de Cèsar de forma molt detallada. El dictador es va riure de l'harúspex, recordant-li que una cosa semblant havia dit en una situació anterior. L'endeví va dir-li que llavors havia estat en perill, però que ara el presagi era molt més segur. Cèsar, el va escoltar i va tornat a fer un sacrifici. Però les noves víctimes tenien els mateixos signes. Finalment, molest amb els sacerdots que el feien perdre el temps, va entrar a la Cúria, on va ser assassinat. Sembla que Espurina ja havia advertit Cèsar del seu assassinat un temps abans. Valeri Màxim diu que l'harúspex el va advertir de que és guardés «dels propers trenta dies», dels quals, l'últim coincidia amb els idus de març. Plutarc també recull aquesta profecia, i afegeix, que quan van arribar els idus, Cèsar va saludar l'harúspex, burleta, dient que ja havien arribat els idus de març. Espurina va contestar: «Han arribat, si, però no han passat».
Cèsar l'havia fet senador, potser per recompensar-li alguns serveis prestats, cosa que Ciceró va reprovar.